# ГЕС Недре-Россага
ГЕС Недре-Россага — гідроелектростанція в центральній Норвегії за три десятки кілометрів на південний захід від міста Му-і-Рана. Знаходячись після ГЕС Овре-Россага, становить нижній ступінь каскаду у сточищі річки Россага, котра впадає до Sorfjorden (одна з південних заток Рана-фіорду).
Відпрацьований станцією верхнього рівня ресурс відводиться до створеного на Россазі водосховища Stormybassenget, яке має площу поверхні 6,8 км2 та припустиме коливання рівня між позначками 241,9 та 247,9 метра НРМ.
Під час спорудження ГЕС Недре-Россага у другій половині 1950-х років по лівобережжю річки проклали дериваційний тунель завдовжки майже 8 км, що подавав ресурс до підземного машинного залу. Тут встановили шість турбін типу Френсіс — чотири потужністю по 43,5 МВт та дві з показником у 39,8 МВт. Крім того, існували два допоміжні гідроагрегати потужністю по 2,2 МВт. Використовуючи напір у 244 метри, станція забезпечувала виробництво 2 млрд кВт·год електроенергії на рік.
Пропускна здатність ГЕС Недре-Россага була меншою від аналогічного показника верхнього ступеня, що через недостатній об'єм балансуючого резервуара змушувало обмежувати виробництво на станції Овре-Россага. Як наслідок, у 2012—2016 роках реалізували проєкт серйозної модернізації нижнього ступеня каскаду. Він включав прокладання другого дериваційного тунелю, що живить одну турбіну типу Френсіс потужністю 225 МВт. При цьому в першому машинному залі залишили в експлуатації лише три турбіни, загальна потужність яких наразі рахується як 125 МВт. Це повинне збільшити річне виробництво електроенергії до 2,15 млрд кВт·год.
Відпрацьована вода по двох відвідним тунелям довжиною понад 3 км кожен відводиться в Россагу.